# 4360 Xuyi
4360 Xuyi (1964 TG2) là một tiểu hành tinh vành đai chính.